# Yantarogekko
Yantarogekko is een geslacht van uitgestorven gekko's, gevangen in Baltische barnsteen daterend uit het Eoceen.

## Vondst en naamgeving
Het Deutsches Bernstein-Museum verwierf een stuk barnsteen met een natuurlijke mal van een hagedisje erin. Het was afkomstig van de "barnsteenkust" op het schiereiland Samland van de Russische exclave de Oblast Kaliningrad, het noordelijke deel van het oude Oost-Pruisen.
De typesoort Yantarogekko balticus is in 2005 benoemd en beschreven door Aaron M. Bauer, Wolfgang Böhme en Wolfgang Weitschat. De geslachtsnaam combineert het Russisch jantar, "barnsteen", met gekko. De soortaanduiding verwijst naar de herkomst van de "Baltische" kust van de Oostzee.
Het holotype GAM 1400 stamt vermoedelijk uit het vroege Eoceen. Het bestaat uit een stuk barnsteen dat de voorste helft van een lichaam bevat, inclusief kop en voorpoten. Het skelet is echter verdwenen zodat eigenlijk alleen een holte overblijft die de structuur van de huid toont.

## Beschrijving
Het bewaarde deel van het dier is anderhalve centimeter lang. Uniek voor Gekkonidae zou een combinatie van rechte onverdeelde hechtplaten onder de volle lengte van de vingers, gecombineerd met een sterk gereduceerde maar ook sterk gekromde eerste handklauw. Oogleden ontbreken; de ogen zijn bedekt door doorzichtige schubben. De handklauwen zijn in het algemeen sterk gebogen. De eerste en tweede vinger zijn veel kleiner. De tweede vinger is ook extreem smal. De schubben op de handpalmen zijn niet kleiner dan die op de onderarmen, wat zeer uitzonderlijk is voor gekko's.

## Fylogenie
Hoewel aanvankelijk beschouwd als het oudste bekende lid van de Gekkonidae, werden de overblijfselen door sommige geleerden als te fragmentarisch beschouwd om toe te wijzen aan een moderne gekkofamilie.